# Changing of the Seasons
Changing of the Seasons è il quarto album in studio della cantautrice norvegese Ane Brun, pubblicato nel 2008.

## Tracce
Edizione standard
1. The Treehouse Song – 3:22
2. The Fall – 3:41
3. The Puzzle – 2:55
4. My Star – 3:02
5. Ten Seconds – 3:19
6. Changing of the Seasons – 4:47
7. Lullaby for Grown-Ups – 3:42
8. Raise My Head – 3:05
9. Armour – 3:50
10. Round Table Conference – 3:39
11. Gillian – 3:30
12. Don't Leave – 4:04
13. Linger with Pleasure – 2:52

Tracce bonus
1. True Colors (Cyndi Lauper cover) – 2:20
2. Big in Japan (Alphaville cover) – 3:09